# جون باترسون (لاعب كرة قاعدة)
جون باترسون (بالإنجليزية: John Patterson)‏ هو لاعب كرة قاعدة أمريكي، ولد في 30 يناير 1978 في أورانج في الولايات المتحدة.

## وصلات خارجية
- جون باترسون على موقع دوري كرة القاعدة الرئيسي (الإنجليزية)
- جون باترسون على موقعبيزبول رفرنس.كوم (الدوري الرئيسي) (الإنجليزية)
- جون باترسون على موقع إي إس بي إن.كوم (أم.أل.بي) (الإنجليزية)
- جون باترسون على موقع مشجعي الرسوم البيانية (الإنجليزية)